# Zorzines breviclava
Zorzines breviclava är en fjärilsart som beskrevs av Inoue 1988. Zorzines breviclava ingår i släktet Zorzines och familjen nattflyn. Inga underarter finns listade i Catalogue of Life.